# День программиста
День программи́ста — профессиональный праздник в РФ, отмечаемый в 256-й день года. Число 256 (2⁸) выбрано потому, что это количество различных значений, которые можно выразить с помощью восьмиразрядного байта. Также это максимальная целая степень числа 2, которая не превышает количества дней в году (365 или 366).
В невисокосный год данный праздник выпадает на 13 сентября, в високосный — на 12 сентября.
Впервые идея празднования «Дня программиста» была обнародована главой издательского дома «Компьютерра» Дмитрием Мендрелюком 15 июля 1996 года. Днём программиста было предложено считать первую пятницу сентября, названную «Чистой пятницей». В 2002 году сотрудники веб-студии «Параллельные технологии» Валентин Балт и Михаил Червяков организовали сбор подписей под обращением к правительству РФ в поддержку признания 256-го дня года официальным праздником программистов.
24 июля 2009 года Министерством связи и массовых коммуникаций РФ подготовлен и внесён в правительство РФ проект указа президента России «О Дне программиста».
11 сентября 2009 года Президент России Дмитрий Медведев подписал Указ № 1034, подготовленный Министерством связи и массовых коммуникаций Российской Федерации, который устанавливает в России новый официальный праздник — «День программиста».

## Другие даты
- 30 ноября — Международный День защиты информации, отмечается с 1988 года. Именно в этот год была зафиксирована первая массовая эпидемия червя Морриса, названного по имени его создателя.
- 10 декабря — в честь дня рождения первого программиста Ады Августы Байрон Кинг, графини Лавлейс 10 декабря 1815 года. Ада написала первую в истории компьютерную программу для аналитической машины Бэббиджа, первой ввела термины «рабочие ячейки», «цикл» и др. Предсказала появление современных компьютеров как многофункциональных машин не только для вычислений, но и для работы с графикой, звуком. В её честь назван один из известных языков программирования Ада.
- 22 апреля — в России, в честь устаревшей кодировки специальности 2204 (позднее 220400)[8] (программное обеспечение вычислительной техники и автоматизированных систем). По новой классификации в России специальность «ПО ВТ и АС» имеет код 230105.65 — появилась возможность праздновать «День программиста» 23 января.
- 14 февраля 1946 года — после окончания войны публике и прессе был представлен ЭНИАК.
- Возможная дата (особенно для web-программистов) — 4 апреля (Ошибка 404). 4 апреля весь католический мир отмечает День святого Исидора Севильского — покровителя пользователей компьютеров и Интернета.